# Magnesita
La magnesita es un mineral de composición química fundamentalmente carbonato de magnesio con impurezas de Fe, Mn, Ca, Co o Ni, que le dan sus variadas coloraciones. Pertenece a la clase 5, de los minerales carbonatos y nitratos. Sinónimos en español son: baldissérita, giobertita, magnesianita, mesitita o roubschita.
Fue descrito por el matemático alemán Dietrich Ludwig Gustav Karsten (1768-1810) en 1808. Fue nombrado en referencia tanto a su composición química, magnesio, como también a su localidad tipo. El nombre magnesita había sido inventado por Jean-Claude Delamétherie en 1785, pero se incluían en esta denominación varios minerales de magnesio (carbonato, nitrato, sulfato y cloruro). Fue Karsten quien lo restringe al carbonato.

## Hábito

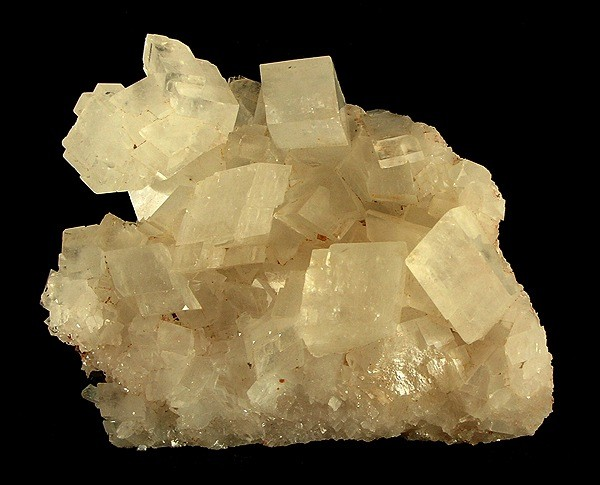
Magnesita de la Serra das Éguas, Brumado, Bahia, Brasil (11,4 x 9,2 x 3,6 cm)

La forma típica de este mineral son las masas de microcristales, compactas y opacas, que tienen un aspecto muy parecido al de la porcelana y cuyo color predominante es el blanco grisáceo o amarillento. En cambio, cuando se trata de ejemplares perfectamente cristalizados, la magnesita se presenta incolora y transparente si es pura, y amarillo pardusca, amarillenta o translúcida si contiene impurezas de otros elementos como hierro, manganeso o calcio, que sustituyen en parte al magnesio en la composición del mineral.
Expuestos a la luz ultravioleta presentan una intensa fluorescencia verde-blanca o azul-blanca.

## Formación y yacimientos
El ambiente de formación suele ser en rocas sedimentarias de tipo evaporita, a partir de una desecación de lagos salados ricos en magnesio. También puede aparecer por sustitución metasomática en los depósitos de calcita y dolomita. Una tercera forma de formarse es a partir de la alteración de rocas ígneas básicas y serpentinitas.
Yacimientos importantes países productores son Brasil, Italia, Austria, Polonia, Rusia, Estados Unidos o China.

## Sus aplicaciones
La magnesita es un mineral que tiene una variedad de aplicaciones industriales, que abarcan desde campos tan distintos como la industria siderúrgica, la de la construcción o la fotográfica.
De la magnesita se obtienen básicamente dos tipos de derivados: el magnesio metálico y las sales de magnesio. El primero se usa sobre todo en la industria metalúrgica para obtener aleaciones ligeras, muy solicitadas en la industria aeroespacial. Las sales de magnesio, en cambio, son utilizadas principalmente en la industria farmacéutica, aunque también ocupan un papel importante en las industrias del caucho y en la papelera, así como en la fabricación de estucos y cementos especiales para la construcción. Antiguamente fueron esenciales en el arte de la fotografía, ya que los flashes de las primeras cámaras fotográficas funcionaban con sales de magnesio.
Otro uso es el coleccionístico, los ejemplares bien cristalizados son difíciles de encontrar y despiertan el interés de los coleccionistas.
La magnesita es también célebre para gimnastas, escaladores y deportistas en general ya que evita la sudoración en las manos y permite agarrarse con seguridad.

### Material refractario
El empleo de la magnesita como material refractario ha despertado interés debido a su uso en la fabricación de productos resistentes al fuego, como son las baldosas o placas para hornos y, en particular, ladrillos para revestir los hornos usados en la producción de acero, elementos todos ellos sometidos a temperaturas muy elevadas.
La búsqueda de soluciones sostenibles en la gestión de residuos sólidos ha llevado a un estudio innovador proponer la reutilización de desechos de fábricas de cerámica para la producción de cerámicas refractarias de bajo costo.
En este proceso, se utilizan lodos, rodillos cerámicos y magnesita como materias primas. La síntesis de estos materiales permite obtener productos con resistencia térmica de hasta 1300 °C, lo cual es crucial para su aplicación en contextos industriales. Además, se forman fases cristalinas clave como la mullita, espinela y corindón, que son esenciales para la estabilidad térmica y mecánica de los materiales refractarios.
La reutilización de residuos cerámicos ofrece varios beneficios. Por un lado, reduce significativamente la contaminación al minimizar el impacto ambiental y disminuir la acumulación en vertederos. Además, promueve la economía circular al transformar desechos industriales en productos de alto valor añadido. Esto proporciona una alternativa económica para industrias que requieren materiales refractarios, lo que puede ser especialmente útil en sectores donde el costo es un factor determinante.
Los resultados destacados de este estudio incluyen la mejora de la resistencia mecánica y densidad del material gracias a la formación de mullita. También se observa una disminución en la permitividad dieléctrica y la conductividad AC cuando se incorpora cordierita, lo que lo hace ideal para aplicaciones de aislamiento térmico y eléctrico. La microestructura varía desde grano fino hasta grueso según el contenido de cordierita, afectando las propiedades térmicas y mecánicas del material. Este enfoque revoluciona la gestión de residuos cerámicos, ofreciendo una alternativa sostenible y funcional para la producción de materiales refractarios de alto rendimiento.

### Magnesio, un remedio tradicional
El uso de las sales de magnesio en medicina se remonta a los tiempos remotos, cuando no era difícil encontrar un bote con "magnesia" para remediar que a alguien le sentara mal la comida. Consistían en unos polvos blancos, efervescentes, que se tomaban diluidos con agua como purgante o para mitigar la acidez de estómago. En el siglo XXI, el magnesio es uno de los componentes esenciales de las sales de baño gracias a sus 'propiedades terapéuticas.